# 1889 у кіно

## Події
- Eastman Kodak стала першою компанією, яка почала промислове виробництво плівки на гнучкій прозорій основі целулоїду.
- Вперше рухоме зображення зафіксовано на целулоїдній плівці британським винахідником Вільямом Фрізе-Ґріном у Гайд-парку в Лондоні.
- Вордсворт Доністорп винаходить кінесіграф, який може робити круглі фотографії на 68 мм плівку.
- Вільям Діксон завершує роботу над циліндрами для кінетоскопу в лабораторії Томаса Едісона (можливо це сталося в 1890). «Monkeyshines, No. 1» стають першим фільмом знятим за цією системою і взагалі першим американським фільмом.

## Фільми
- «Неквапливі пішоходи, омнібуси з відкритим верхом і кеби з кіньми, що скачуть» (англ. Leisurely pedestrians, open topped buses and hansom cabs with trotting horses), Велика Британія (реж. Вільям Фрізе-Ґрін).
- «Monkeyshines Monkeyshines, No. 1, No. 2 та No. 3» (англ. Monkeyshines), США (реж. Вільям Діксон, Вільям Хейз[en]).

## Персоналії

### Народилися
- 3 лютого — Карл Теодор Дреєр, данський кінорежисер-новатор (пом. 1968).
- 4 лютого — Волтер Кетлетт, американський актор (пом. 1960).
- 8 лютого — Зігфрід Кракауер, німецький кінокритик, один з найвпливовіших теоретиків кінематографа (пом. 1966).
- 13 лютого — Леонтина Саган, австрійська театральна режисерка та акторка кіно (пом. 1974).
- 23 лютого:
  - Віктор Флемінг, американський кінорежисер, оператор (пом. 1949).
  - Мюзидора, французька акторка, сценарист, режисер (пом. 1957).
- 24 лютого — Дикий Олексій Денисович, радянський актор українського походження (пом. 1955).
- 11 березня — Чарльз Беннетт, американський актор (пом. 1943).
- 16 березня — Джордж Волш, американський актор (пом. 1981).
- 20 березня — Вертинський Олександр Миколайович, російський та радянський кіноактор, композитор, поет і співак (пом. 1957).
- 21 березня — В. С. Ван Дайк, американський кінорежисер і письменник (пом. 1943).
- 24 березня — Стівен Гуссон, американський художник-постановник і артдиректор (пом. 1973).
- 29 березня — Ворнер Бакстер, американський кіноактор (пом. 1951).
- 16 квітня — Чарлі Чаплін, американський і англійський кіноактор, сценарист, композитор і режисер (пом. 1977).
- 23 квітня — Берсенєв Іван Миколайович, російський і радянський актор і театральний режисер (пом. 1951).
- 26 квітня — Аніта Лус, американська письменниця і сценарист (пом. 1981).
- 3 травня — Бела Бонді, американська акторка (пом. 1981).
- 4 липня — Джозеф Руттенберг, американський кінооператор і фотожурналіст (пом. 1983).
- 5 липня — Жан Кокто, французький режисер, письменник, актор, художник, кінорежисер (пом. 1963).
- 20 липня — Еріх Поммер, німецький і американський кінопродюсер (пом. 1966).
- 27 липня — Віра Караллі, російська акторка, балерина (пом. 1972).
- 30 серпня — Боділ Іпсен, данська акторка і кінорежисер (пом. 1965).
- 15 вересня
  - Жорж Мельхіор, французький актор (пом. 1944).
  - Роберт Бенчлі, американський журналіст, актор і сценарист(пом. 1945).
- 1 жовтня — Мінта Дарфі, американська актриса епохи німого кіно (пом. 1975).
- 7 жовтня:
  - Макс Ре, данський художник по костюмах і художник-постановник (пом. 1953).
  - Роберт Зіглер Леонард, американський режисер, актор, продюсер і сценарист (пом. 1968).
- 25 жовтня — Абель Ґанс, французький кінорежисер, сценарист та актор (пом. 1981).
- 7 листопада — Едвард Седжвік, американський кінорежисер, сценарист, актор і продюсер (пом. 1953).
- 10 листопада  — Клод Рейнс, англо-американський актор (пом. 1967).
- 19 листопада  — Трояновський Михайло Костянтинович, російський актор (пом. 1964).
- 6 лютого — Гранкін Іван Андрійович, український актор (пом. 1971).
- 4 грудня — Ллойд Бекон, американський актор театру і кіно, кінорежисер (пом. 1955).